# Kvinnohistoria
Kvinnohistoria är ett begrepp som myntades under 1960- och 1970-talen. I anglosaxiska länder använde (och använder) kvinnorörelsen ofta begreppet ”herstory” till skillnad från ”history”. Gerda Lerner kallade sin bok ”The Majority Finds its Past” (Majoriteten finner sitt förflutna), som en medveten pik åt hur de som skrev den ”vanliga” historien brukade osynliggöra kvinnor.

## Beskrivning
Tanken med kvinnohistoria var att lyfta fram gömda och glömda kvinnor och den roll de spelat under århundraden, samt vilka villkor kvinnor levde under. Men kvinnohistoriker insåg snart att det inte bara gick att ”lägga till” kvinnor till den ”vanliga” historien. De fann att kvinnors historia handlade om utestängning, uteslutning och diskriminering – även när det gällde de betydelsefulla kvinnor som faktiskt tagit plats i historien. På grund av det ”elände” som ofta beskrevs, kom kritiker av begreppet kvinnohistoria att kalla den för ”eländeshistoria”.
Anglosaxiska kvinnoforskare började tala om ”Women’s culture” (kvinnokultur). Man lyfte fram och betonade kvinnospecifika erfarenheter och kvinnors inbördes relationer. I Norge myntades inom kvinnoforskningen begreppet ”värdighetsforskning”. Senare kvinnohistorisk forskning har också börjat diskutera om medeltidens mörker inte är en bild som målats av män, eftersom mycket pekar mot att kvinnor ofta hade större rörelsefrihet på en mängd områden då, än kvinnor i senare tid. 
Idag har begreppet kvinnohistoria allt oftare ersatts av begreppet genushistoria. Man menar att det inte ”bara” är den kvinnliga underordningen som ska sättas i fokus, utan lika mycket den manliga överordningens historier: maktens organisation, idéhistoria och praktik.

### Ordet ”Herstory”
Den amerikanska radikalfeministen Robin Morgan ges äran av att ha myntat uttrycket herstory i boken Sisterhood is Powerful (1970):
| ” | Smidigheten och skickligheten hos häxorna är uppenbar i den ständigt föränderliga akronymen, där den ursprungliga betydelsen var Women’s International Terrorist Conspiracy from Hell (Vilket ger akronymen WITCH.) -- där den senaste betydelsen blivit Women Inspired To Commit Herstory. | „ |

## Kvinnohistoria i Sverige
Kvinnohistoria i Sverige har rötter tillbaka till sent 1950-tal. År 1958 grundades Kvinnohistoriskt arkiv, numera KvinnSam, i Göteborg av Eva Pineus som ett privat initiativ (först 1971 införlivades det i Göteborgs universitet). Där utgavs år 1960 den första svenska avhandlingen inom kvinnohistoria, Gunnar Qvists Kvinnofrågan i Sverige 1809-1846 : studier rörande kvinnans näringsfrihet inom de borgerliga yrkena.
Under 1970-talet började svenska historiker bedriva kvinnohistorisk forskning i större skala. Tidiga publikationer var Gunhild Kyles avhandling Svensk flickskola under 1800-talet (1972) och Gunnar Qvists Statistik och politik. Landsorganisationen och kvinnorna på arbetsmarknaden (1973). De kvinnohistoriska undersökningarna behandlade ofta ekonomiska villkor i arbetslivet. Framåt slutet av 1980-talet övergick svensk kvinnohistorisk forskning i genushistoria. Yvonne Hirdmans uppmärksammade artikel Genussystemet : reflexioner kring kvinnors sociala underordning (i Kvinnovetenskaplig tidskrift 1988) introducerade begreppet genus för svensk historisk forskning.

### Svenska kvinnohistoriker
- Gunhild Kyle
- Yvonne Hirdman
- Ulla Wikander
- Ann-Sofie Ohlander
- Alice Lyttkens
- Gunnar Qvist

### Engelska originalcitat
1. ↑  [T] he fluidity and wit of the witches is evident in the ever-changing acronym: 
the basic, original title was Women’s International Terrorist Conspiracy from Hell [...] 
and the latest heard at this writing is Women Inspired To Commit Herstory.